# Pterocyclophora huntei
Pterocyclophora huntei är en fjärilsart som beskrevs av W. Warren 1903. Pterocyclophora huntei ingår i släktet Pterocyclophora och familjen nattflyn. Inga underarter finns listade.

## Bildgalleri

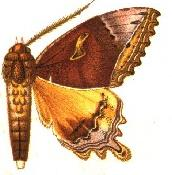